# 龍ヶ崎の撞舞
龍ヶ崎の撞舞（りゅうがさきのつくまい）は、茨城県龍ケ崎市上町に鎮座する八坂神社祇園祭の最終日に斎行される神事である。1999年（平成11年）に選択無形民俗文化財に選ばれ、2010年（平成22年）茨城県の無形民俗文化財に指定された。
毎年7月下旬に3日間に渡って斎行される八坂神社祇園祭の最終日に、市内根町の撞舞通りに設置された八坂神社仮宮前で行われる神事で神楽の一種である。雨乞い、五穀豊穣、無病息災を祈願している。

## 概要
撞舞が行われるつく柱は約15メートルほどの丸柱で、先端に横木を付けその上に円座が載っている。舞男と呼ばれる舞の演じ手は、唐草模様の筒袖襦袢に裁着袴の衣装と雨蛙の被り物をかぶり、囃子に合わせて曲芸を演じながらつく柱を登る。頂上に達すると円座の上に立ち四方に向かって矢を放つ。その後逆立ちをしたり仰向けに寝たり、つく柱から張られた白綱に移ってさまざまな軽業を披露し、最後に頭を下にして斜めに張った綱を滑り降りる。以上の一連の軽業は、室町から近世初頭に見世物として流行した「蜘蛛舞」という曲芸に近似しており、それらが祇園祭礼と結びついたとも考えられている。

### つく柱（撞柱）
二間四方の櫓に据えられた八間の杉の丸柱。つく柱は龍を表しているとも言われ、東側が紺の木綿布（龍の背中）、西側は白の木綿布（龍の腹）により覆われている。柱の頂上には横木が組まれており、北側には轡、南側には馬の尾と言われる紺染の麻糸の房が垂らされている。横木の上には直径120センチ、高さ85センチほどのサンダワラを120枚重ねて作られた円座が置かれており、白布で覆われている。

### 舞男
舞の演じ手である舞男は、つく柱近くにある蛙宿にて唐草模様の筒袖襦袢に裁着袴の衣装を纏う。また、顔の前に赤い布を垂らし、後ろには様々な色の紙を貼り付け鱗に見立てた白い布を垂らした雨蛙の被り物を被り準備を整える。その後、八坂神社仮宮に赴き、神主よりお祓いと御神酒を受けた後に弓矢を神主より手渡され、櫓に戻った後にお囃子に合わせて、つく柱に登る。
雨蛙の面については龍ヶ崎に伝わる『雨蛙のフク伝説』と関係があると考えられている。「フクはかつて、龍ケ崎に住んでいて洪水のときには水をのみ込み、日照りの時には水を吐き出して雨を降らせ、農民を助けた」という伝説である。

## 歴史
詳しい起源は不明である。年代の記された資料としては1792年（寛政４年）の『天王社祭礼式記帳』という古文書に「上町半助」という舞男の装飾に関する記述が確認されており、舞男が被った古い面に「天王町安政２年(1855)乙卯６月吉日　上辻中下組」と記された二点が確認されている。
また、八坂神社は同市の上町に在るが、龍ケ崎城主の土岐胤倫により1568年（永禄11年）あるいは1577年（天正5年）に遷座される前は祇園祭の際に御仮屋が置かれる根町に有ったと推定されることから、その頃から行われていたのではないかとも伝えられる。